# I racconti di Canterbury
I racconti di Canterbury (Engels: The Canterbury Tales) is een Italiaanse komische dramafilm uit 1972 onder regie van Pier Paolo Pasolini. Het scenario is gebaseerd op het gelijknamige verhaal van de Engelse auteur Geoffrey Chaucer. Pasolini won met deze film de Gouden Beer op het filmfestival van Berlijn. 
De film is het tweede deel in Pasolini's "Trilogie van het Leven".

## Verhaal
Een groep pelgrims onderneemt een lange voettocht naar Canterbury. Iedere deelnemer vertelt een seksueel getint verhaal om de tijd sneller te doen verlopen.

## Rolverdeling
| Acteur              | Personage        |
| ------------------- | ---------------- |
| Hugh Griffith       | Sir January      |
| Laura Betti         | Vrouw uit Bath   |
| Ninetto Davoli      | Perkins          |
| Franco Citti        | Duivel           |
| Josephine Chaplin   | May              |
| Alan Webb           | Oude man         |
| Pier Paolo Pasolini | Geoffrey Chaucer |
| Vernon Dobtcheff    | Landeigenaar     |
| Adrian Street       | Vechter          |
| Michael Balfour     | John             |
| Jenny Runacre       | Alison           |
| Tom Baker           | Jenkin           |